# ラヴ・マイ・ライフ
「ラヴ・マイ・ライフ」(Love My Life)は、イギリスのシンガーソングライター、ロビー・ウィリアムズの楽曲。11枚目のスタジオ・アルバム『ザ・ヘヴィー・エンタテインメント・ショー』からセカンド・シングルとしてイギリスでは2016年11月20日に発売された。この曲はロビー、ジョニー・マックデイド、ゲイリー・ゴーによって書かれ、マックデイドがプロデュース、追加のプロダクションをゲイリーとジョニー・コファーが担った。スロヴァキアとスロヴェニアのシングルチャートでは首位を記録。

## 曲の背景
RTL Late Nightの2016年11月2日放送分に出演したロビーはこの曲について「ポジティヴでいることと人生をめいいっぱい楽しむことについて歌っているんだ。僕にはチャールトン・ヴァレンタインという息子とテオドラ・ローズ・ウィリアムズという娘がいる。僕は2度リハビリに通い、多くのセラピーを受けてきた。そして気づいたんだ、歳をとった時に自分に起こっている事は若い頃の自分自身が原因なんだと。だからこの曲はネガティヴの代わりに希望やポジティヴな気持ちを拡散していくことが題材なんだ」と語っている。

## チャート
| チャート (2016–17)                               | 最高 順位 |
| ------------------------------------------------ | --------- |
| オーストラリア (ARIA)                            | 36        |
| オーストリア (Ö3 Austria Top 40)                 | 9         |
| ベルギー (Ultratop 50 Flanders)                  | 46        |
| ベルギー (Ultratip Wallonia)                     | 16        |
| CIS（トップヒット）                              | 184       |
| チェコ (Rádio Top 100)                           | 34        |
| Finland Download (Suomen virallinen latauslista) | 18        |
| ドイツ (GfK Entertainment charts)                | 17        |
| ドイツ (Airplay Chart)                           | 4         |
| ハンガリー (Rádiós Top 40)                       | 17        |
| ハンガリー (Single Top 40)                       | 13        |
| アイスランド (RÚV)                               | 7         |
| イタリア (FIMI)                                  | 54        |
| ポーランド (Polish Airplay Top 100)              | 6         |
| スコットランド (Official Charts Company)         | 3         |
| スロバキア (Rádio Top 100)                       | 1         |
| スロバキア (Singles Digitál Top 100)             | 61        |
| スロヴェニア (SloTop50)                          | 1         |
| スペイン (PROMUSICAE)                            | 33        |
| スイス (Schweizer Hitparade)                     | 8         |
| UK シングルス (OCC)                              | 22        |

| チャート (2017)              | 順位 |
| ---------------------------- | ---- |
| ハンガリー (Single Top 40)   | 99   |
| アイスランド (Plötutíðindi)  | 40   |
| ポーランド (ZPAV)            | 30   |
| スロヴェニア (SloTop50)      | 6    |
| スイス (Schweizer Hitparade) | 88   |
| チャート (2018)              | 順位 |
| スロヴェニア (SloTop50)      | 47   |

## 認定
| 国/地域                          | 認定     | 認定/売上数 |
| -------------------------------- | -------- | ----------- |
| オーストリア (IFPI Austria)      | Gold     | 15,000      |
| ドイツ (BVMI)                    | Gold     | 200,000     |
| イタリア (FIMI)                  | Platinum | 50,000      |
| スイス (IFPI Switzerland)        | Gold     | 10,000      |
| イギリス (BPI)                   | Gold     | 400,000     |
| 認定のみに基づく売上数と再生回数 |          |             |